# Кымпулунг
Кы́мпулунг (Кымпулунг-Мусчел, рум. Câmpulung Muscel, венг. Hosszúmező, нем. Langenau, старорум. Длагополь) — город в Румынии, в жудеце Арджеш. В состав города входит также населённый пункт Валя-Румынештилор.

## Этимология
Современное румынскоe название города («Câmpulung», от рум. «câmp(ul)» поле и «lung» длинный, буквально «длинное поле»), вероятно, является калькой со славянского «Длагополе». Ту же этимологию имеет венгерское («Hosszúmező», использовалось во время венгерского владычества) и немецкое («Langenau», использовалось проживавшей в городе с XIII века немецкой общиной) название города.

## Географическое положение
Расположен на высоте 580—600 м.

## Население
Население по состоянию на 2007 год составляет 37581 человек.
Согласно данным Национального института статистики, в 2016 году население города составляло 36944 человека.

## Экономика
Автозавод ARO (сокр. от Auto Romania) по выпуску внедорожных автомобилей. За всё время существования завода он выпустил около 380 тыс. автомобилей, более 90 % выпущенных автомобилей экспортировалось в более чем 100 стран. Обанкротился в 2006 году.

## Известные уроженцы
- Елена Панцурою, — румынская легкоатлетка, Goanța, cum e cunoscuta специализирующаяся в тройном прыжке
- Эстер Пеони — румынская певица, представительница Румынии на Евровидение-2019